# Papiruld isolering
Celluloseisolering, celluloseuld isolering eller populært kaldet papirisolering eller papiruld isolering er en type isolering, hvor man benytter et granulat af recirkuleringspapir fra eksempelvis brugte aviser. Derudover er der ofte tilsat en meget begrænset mængde mineralske salte, så som borsalt eller eventuelt ammoniumpolyfosfat og i nogle tilfælde aluminiumhydroxid, for at gøre papirgranulatet modstandsdygtigt overfor brand og fugt.
Det skal bemærkes at nogle mener at borsalt i celluloseisolering bør undgås, da det er giftigt. Andre mener at borsalt i celluloseisolering ikke finder vej til indendørsklimaet.
Der findes celluloseisolering uden borsalt og som er godkendt til brug i danske bygninger.
Celluloseisolering anvendelsen stiger igen i USA. En del af grunden til denne vækst er at forskning foreslår at celluloseisolering måske yder en bygning bedre beskyttelse mod brandskade end glasuld, fordi cellulose er tættere end glasuld og derfor hæmmer ilttilførslen. National Research Council Canada forskning har støttet disse påstande.
Ved direkte påvirkning af ild, forkuller papirisoleringens overflade og laver et tyndt men tætsluttende askelag, som forhindrer varmen i at trænge længere ind i isoleringslaget.
Celluloseuld isolering er meget god til at forme sig rundt om emner i vægge såsom rør og elkabler, hvilket betyder at kun få luftlommer efterlades. Jo flere luftlommer jo mindre effektiv vægisolation. University of Colorado School of Architecture and Planning udførte forskning som sammenlignede to ens teststrukturer med forskellige materialer, én isoleret med cellulose og en anden med glasuld. Celluloseisoleringen tabte 26,4% mindre varmeenergi over tid sammenlignet med glasuldsisolation. Celluloseisoleringen blev også vist til at være mere end 30% tættere. Efterfølgende praktiske forsøg har vist at cellulose yder 20-30% bedre med at reducere varmeenergiforbrug end glasuld.[kilde mangler]
Cellulosematerialet kan optage og afgive fugt og bruges til hulmurs- og loftsisolering, samt isolering af etageadskillelser. Det skal indblæses med et bestemt tryk for at få den rette tæthed, så det ikke sætter sig eller falder sammen over tid.
Nogle papiruldsmaterialer er miljømærket, når de kan genanvendelse ved kompostering: Papirgranulatet bliver til muld, imens de tilsatte salte indgår naturligt i jordens næringskredsløb igen. Omdannelsen fra avis til isoleringsmateriale koster forholdsvis lidt energi og CO2-udledning.
Celluloseisolering har været anvendt i over 100 år i USA og Europa siden 1940′erne. Papiruld er blevet fremstillet industrielt i Danmark siden slutningen af 1980′erne og i takt med teknologiske fremskridt er kvaliteten løbende blevet bedre. I dag kan papirisolering bruges på linje med traditionelle isoleringsmaterialer som mineraluld (stenuld og glasuld). I de lande, hvor man er langt fremme indenfor energirigtigt byggeri og energirenovering, såsom Tyskland og Østrig, anvender man primært papirisolering.[kilde mangler]